# كوباياشي
كوباياشي (تكتب :小林 : "الغابة الصغيرة")، هو اللقب أو الكنية اليابانية الثامنة الأكثر شيوعًا.
الأشخاص البارزون الذين يحملون الكنية هم:
- عبدالله كوباياشي (ア ブ ド ー ラ 小林 ، مواليد 1976) ، أو يوسوكي كوباياشي، مصارع محترف ياباني
- آي كوباياشي (小林 愛 ، مواليد 1973)، ممثلة وممثلة صوت يابانية
- آيكا كوباياشي (小林 愛 香 مواليد 1993)، مغنية وممثلة صوت يابانية
- أيمي كوباياشي (小林 愛 実 ، مواليد 1995)، عازف البيانو الياباني الكلاسيكي
- أكيجي كوباياشي (小林 昭 二 ، 1930-1996) ، ممثل ياباني
- أكيرا كوباياشي (小林 旭 مواليد 1938)، ممثل ياباني
- آن كوباياشي (مواليد 1937)، سياسية وسيدة أعمال أمريكية
- أتسوشي كوباياشي، لاعب كرة قاعدة ياباني
- أودري كوباياشي (مواليد 1951)، كاتب وجغرافي
- كندي كوباياشي (1916-2005)، قاضي المحكمة العليا في هاواي
- برتراند كوباياشي (fl. 2010s)، سياسي أمريكي
- سيليس كوباياشي (مواليد 1974)، ملاكم ياباني
- تشي كوباياشي (小林 千 絵 ، مواليد 1963)، ممثلة ومغنية يابانية
- تشيسا كوباياشي (小林 千 紗 ، مواليد 1987)، سباح ياباني متزامن
- دايجو كوباياشي (小林 大悟 مواليد 1983)، لاعب كرة قدم ياباني
- دايسوكي كوباياشي (小林 大祐 ، مواليد 1987)، لاعب كرة سلة ياباني
- داون كوباياشي (مواليد 1971)، مطلق النار الرياضي الجامايكي
- إيتا كوباياشي (小林 瑛 太 ، مواليد 1991)، مصارع محترف ياباني
- كوباياشي إيتاكو (小林 永 濯 ، 1843–1890)، فنان ياباني
- إتسوكو كوباياشي (مواليد 1992)، لاعب كريكيت ياباني
- فوجيو كوباياشي (小林 富 士夫 ، مواليد 1944)، لاعب غولف ياباني
- فوميكازو كوباياشي (小林 史 和 ، مواليد 1978) ، عداء ياباني للمسافات المتوسطة
- فوميا كوباياشي (小林 史 八 ، مواليد 1987)، لاعب كرة قدم ياباني
- جورج كوباياشي (小林 ジ ョ ー ジ ، مواليد 1947) ، لاعب كرة قدم ياباني
- هانا كوباياشي (مواليد 1982) ، مغنية فنزويلية
- هيديو كوباياشي (小林 秀雄 ، 1902-1983)، كاتب وناقد أدبي ياباني
- هيروكي كوباياشي (小林 弘 記 ، مواليد 1977)، لاعب كرة قدم ياباني
- هيروكي كوباياشي (لاعب كرة قدم ، مواليد 1992)، لاعب كرة قدم ياباني
- هيروكو كوباياشي (小林 弘 子 ، مواليد 1970)، مجدفة كانوي ياباني
- كاي كوباياشي (小林 快 ، مواليد 1993)، حارس سباقات ياباني
- كاموي كوباياشي (小林 可 夢 偉 ، مواليد 1986) ، سائق سباقات
- كان كوباياشي (小林 幹 ، مواليد 1999)، لاعب كرة قدم ياباني
- كين إيشيرو كوباياشي (小林 研 一郎 ، مواليد 1940)، قائد ومؤلف موسيقي ياباني
- كينجي كوباياشي (小林 健 二 ، مواليد 1957)، لاعب شوغي ياباني
- كينتا كوباياشي (小林 健 太 ، مواليد 1981)، المعروف باسم هيديو إيتامي ، مصارع محترف ياباني
- كينتارو كوباياشي (小林 賢 太郎 ، مواليد 1973)، ممثل كوميدي ياباني وممثل ومسرحي ومخرج مسرحي وفنان مانغا.
- كينيا كوباياشي (小林 研 也 ، مواليد 1983)، لاعبة جمباز يابانية
- كيوشي كوباياشي (小林 清 志 ، مواليد 1933)، ممثل ياباني ، ممثل صوت وراوي
- كونياكي كوباياشي (小林 邦昭 ، مواليد 1956) ، مصارع محترف ياباني
- كونيو كوباياشي (مواليد 1967)، كاراتيكا يابانية
- كونيو كوباياشي (فنان بونساي) (مواليد 1948)، فنان بونساي ياباني
- ليزلي إي كوباياشي (مواليد 1957)، قاض أمريكي
- مارينو كوباياشي (小林 海 مواليد 1994)، دراج ياباني
- ماساهيد كوباياشي (小林 雅 英 ، مواليد 1974)، لاعب بيسبول ياباني
- ماساكي كوباياشي (小林 正 樹 ، 1916-1996) ، مخرج أفلام ياباني
- ماساميتسو كوباياشي (小林 成 光 ، مواليد 1978)، لاعب كرة قدم ياباني
- ماسانوري كوباياشي (小林 正 則 ، مواليد 1976)، لاعب غولف ياباني
- ماساو كوباياشي (小林 正 夫 ، مواليد 1947) ، سياسي ياباني
- ماساومي كوباياشي (مواليد 1982)، لاعب كريكيت ياباني
- سيجو كوباياشي (小林 成 豪 ، مواليد 1994)، لاعب كرة قدم ياباني
- سيجي كوباياشي (小林 誠 司 ، مواليد 1989)، لاعب كرة قاعدة ياباني
- سيران كوباياشي (小林 星 蘭 ، مواليد 2004)، ممثلة يابانية
- سوميو كوباياشي (小林 純 生 ، مواليد 1982)، ملحن ياباني كلاسيكي
- تاداو كوباياشي (小林 忠 生 ، مواليد 1930)، لاعب كرة قدم ومدير ياباني
- تاكاو كوباياشي (小林 隆 男 ، مواليد 1961)، عالم فلك هواة ياباني
- كوباياشي توراسابورو (小林 虎 三郎 ، 1828-1877)، الساموراي الياباني
- تورو كوباياشي (小林 徹)، عالم فلك ياباني
- توشيهيكو كوباياشي (小林 俊彦)، فنان مانغا ياباني
- شيوكي كوباياشي (小林 俊 行 ، مواليد 1962)، عالم رياضيات ياباني
- تسونيو كوباياشي (小林 常 夫 ، مواليد 1965)، مخرج أنيمي ياباني
- ياسوهيرو كوباياشي (小林 靖 宏 ، مواليد 1959)، موسيقي ياباني
- ياسوكو كوباياشي (小林 靖 子 ، مواليد 1965)، كاتب سيناريو ياباني
- ياسومي كوباياشي (小林 泰 三 مواليد 1962)، كاتب ياباني
- يوكيكو كوباياشي (小林 夕 岐 子 ، مواليد 1946)، ممثلة يابانية
- زاك كوباياشي (مواليد 1997) ، لاعب كرة قدم أمريكي

## شخصيات خيالية
- كوباياشي (小林) ، شخصية في سلسلة المانجا "The Law of Ueki"
- كوباياشي (小林)، شخصية في سلسلة المانجا ملكة جمال كوباياشي "Dragon Maid"
- كوباياشي، شخصية في فيلم المشتبه بهم المعتادون
- أكاني كوباياشي (小林 あ か ね)، شخصية في سلسلة المانجا "Doki Doki School Hours"
- أميكو كوباياشي، شخصية في مارفيل كوميكس
- أتاري كوباياشي، شخصية في فيلم "Isle of Dogs"
- سوميكو كوباياشي (小林 澄 子)، شخصية في سلسلة المانجا "Case Closed"